# Leptochilus tosquineti
Leptochilus tosquineti är en stekelart som först beskrevs av Cameron 1909.  Leptochilus tosquineti ingår i släktet Leptochilus, och familjen Eumenidae. Inga underarter finns listade i Catalogue of Life.